# 热尔皮讷
热尔皮讷（法語：Gerpinnes，法語發音：[ʒɛʁpin]）是比利时瓦隆大区埃諾省沙勒罗瓦区的一个市镇，位于沙勒罗瓦东南，其东南两面与那慕爾省接壤，通行法语，是比利时法语社群的一部分，人口12,660人（2018年1月1日）。